# 다카하시 사다코

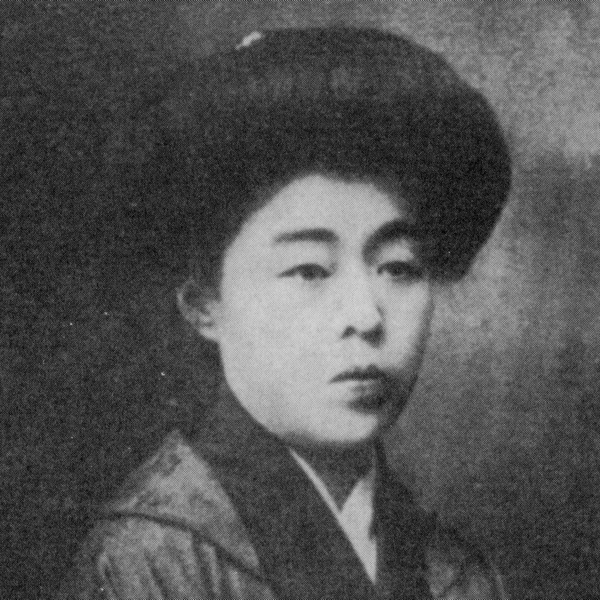

다카하시 사다코(高橋 貞子, 1868년 ~ ? )는 일본 메이지 시대에서 다이쇼 시대에 살았던 사람이다. 오카야마현 와케정 출신. 초심리학자 후쿠라이 토모키치에게 투시 및 염사 능력자로 지목되어 그의 초능력 실험에 협력한 인물로 알려져 있다. 공포소설이자 영화 작품 《링》 시리즈에 등장하는 야마무라 사다코라는 이름의 유래가 된 인물이며, 더 나아가 야마무라 사다코 자체의 모델이라는 해석도 있다.
메이지 시대 말기의 자칭 초능력자들인 미후네 치즈코, 나가오 이쿠코와 마찬가지로 후쿠라이 교수의 실험대상이 된 것으로 함께 이름이 오르내리지만, 이 두 사람과 비교했을 때 사다코에 관해서는 남아있는 자료가 다소 부족하다.